# Ekkehard Becker-Eberhard
Ekkehard Becker-Eberhard (* 5. November 1952 in Oberhausen) ist ein deutscher Jurist und Professor an der Universität Leipzig.

## Leben
Nach seinem Abitur 1971 am Humboldt-Gymnasium Düsseldorf studierte er ein Semester Geschichte und Pädagogik an der Universität Düsseldorf, anschließend Rechts- und Politikwissenschaften an der Universität Bonn. 1977 schloss er das rechtswissenschaftliche Studium mit der Ersten Juristischen Staatsprüfung ab. Nach Referendariat und Zweitem Juristischen Staatsexamen war er wissenschaftlicher Mitarbeiter an der Universität zu Köln und an der Universität Bonn. 1984 wurde Becker-Eberhard mit einer Arbeit zu den „Grundlagen der Kostenerstattung bei der Verfolgung zivilrechtlicher Ansprüche“ in Bonn zum Dr. iur. promoviert. Anschließend habilitierte er sich 1990 mit einer Darstellung der Forderungsgebundenheit der Sicherungsrechte. Nach Lehrstuhlvertretungen an der Universität Osnabrück und der Albert-Ludwigs-Universität Freiburg erhielt Becker-Eberhard zum 1. April 1992 einen Ruf auf den Lehrstuhl für Bürgerliches Recht und Zivilprozessrecht an der Universität Leipzig.

## Veröffentlichungen (Auswahl)
- Die Forderungsgebundenheit der Sicherungsrechte, Gieseking, 1993, ISBN 3-7694-0242-1
- Grundlagen der Kostenerstattung bei der Verfolgung zivilrechtlicher Ansprüche: zugleich ein Beitrag zum Verhältnis zwischen materiell-rechtlichem und prozessualem Kostenerstattungsanspruch, Gieseking 1985, ISBN 3-7694-0205-7
- Die Räumungsvollstreckung gegen Ehegatten und sonstige Hausgenossen, FamRZ 1994, 1296
- In Prozeßstandschaft erstrittene Leistungstitel in der Zwangsvollstreckung, ZZP 104 (1991), 413